# Palkimensaari
Palkimensaari är en ö i Finland. Den ligger i sjön Miekojärvi och i kommunen Övertorneå i den ekonomiska regionen  Tornedalens ekonomiska region  och landskapet Lappland, i den norra delen av landet, 700 km norr om huvudstaden Helsingfors. Öns area är 38,6 hektar och dess största längd är 1,1 kilometer i nord-sydlig riktning.